# Fabriciana unice
Fabriciana unice är en fjärilsart som beskrevs av Vagi 1922. Fabriciana unice ingår i släktet Fabriciana och familjen praktfjärilar. Inga underarter finns listade i Catalogue of Life.